# Aldus Corporation
Aldus Corporation – nieistniejące już amerykańskie przedsiębiorstwo software’owe (jego nazwa pochodziła od nazwiska XV-wiecznego drukarza weneckiego Aldusa Manutiusa), znane przede wszystkim jako twórca przełomowego programu do DTP, Aldus PageMaker. Założycielem i prezesem Aldusa był Paul Brainerd.
PageMaker dla komputerów Macintosh został pokazany w lipcu 1985 r. – opierał się na języku opisu stron Adobe PostScript, a do wydruku używał postscriptowych drukarek laserowych Apple LaserWriter. Rok później ukazała się wersja dla komputerów PC. Innym produktem Aldusa był FreeHand (licencjonowany od przedsiębiorstwa Altsys, znanego z edytora fontów Fontographer), przejęty potem przez Macromedia, która to firma, w 2005 roku, wraz z Freehandem, została przejęta przez Adobe, zaś rozwój Freehanda na stałe wstrzymano. Kolejnym popularnym programem był zakupiony od Ulead Systems graficzny edytor bitmapowy Aldus PhotoStyler, program podobny w możliwościach i obsłudze do ówczesnego Adobe Photoshopa.
Dziełem firmy Aldus jest wszechstronny format zapisu grafiki bitmapowej TIFF.
W latach 90. rynek został zdominowany przez konkurencyjny wobec PageMakera program DTP, QuarkXPress firmy Quark. Przedsiębiorstwo Adobe Systems, twórca PostScriptu, zdecydowało się przejąć Aldusa, co nastąpiło we wrześniu 1994 r.